# جان داتین
جان داتین (انگلیسی: John Duttine؛ زادهٔ ۱۵ مارس ۱۹۴۹) بازیگر اهل بریتانیا است.
از فیلم‌ها یا برنامه‌های تلویزیونی که وی در آن نقش داشته است، می‌توان به تپش قلب، عیسی ناصری، لمس پلیدی و گزینه نهایی اشاره کرد.